# Patricia Marand
Patricia Marand, née le 25 janvier 1934 et morte le 27 novembre 2008, est une actrice et chanteuse américaine, surtout connue pour ses rôles dans le théâtre musical. Elle est nommée pour un Tony Award en 1966 pour son rôle de Lois Lane dans la comédie musicale It's a Bird... It's a Plane... It's Superman.

## Biographie
Patricia Marand, fille de Patrick et Justine Marandino, est née à Brooklyn et a grandi à New York. Son nom de naissance est Patricia Marandino, et elle a un frère, Robert,.
Elle fait ses débuts à Broadway dans South Pacific (1949) comme remplaçante pour le rôle du lieutenant Genevieve Marshall. Elle joue ensuite le rôle de Teddy Stern dans la comédie musicale Wish You Were Here de 1952, face à Jack Cassidy. Elle est de retour à Broadway dans The Pajama Game en 1955 comme remplaçante dans le rôle de Brenda.
En mars 1966, la comédie musicale It's a Bird... It's a Plane... It's Superman, production d'Harold Prince composée par Charles Strouse, démarre à Broadway. Marand y joue le rôle principal de Lois Lane et chante plusieurs solos. Pour son rôle, elle est nommée pour un Tony Award en 1966. La presse la qualifie de « [...] beauté sculpturale aux cheveux roux dotée d'une voix de soprano riche, suave et mélodieuse inoubliable, les performances emblématiques de Mme Marand incarnaient le théâtre légendaire de Broadway avec une grâce et un style mémorables ». Elle jouera son rôle durant 129 représentations.
Parmi ses autres rôles sur scène, elle joue Aldonza dans L'Homme de la Mancha face à Alfred Drake et a eu des rôles principaux dans Kiss Me, Kate, Guys and Dolls, Oklahoma! et Kismet. Elle est une habituée du Merv Griffin Show (en) et est apparue plusieurs fois en tant qu'invitée dans The Ed Sullivan Show et The Johnny Carson Show. Le 5 mars 1967, elle est la vedette de l'émission de radio Stars of Defense. Elle chante également dans des concerts aux côtés des orchestres symphoniques de Chicago, Cleveland, Pittsburgh, New Haven et Minneapolis, et chante lors d'engagements de longue durée dans des clubs de restauration comme ceux des hôtels The Pierre et St. Regis de New York. À la télévision, elle joue le rôle d'Helen Barone dans la série Les Soprano (2000, saison 2, épisode 11),.

### Vie privée
Marand épouse l'avocat Irving Salem en 1984 et meurt en 2008 à l'âge de 74 ans, à New York, d'une tumeur du cerveau. Elle est enterrée au cimetière Greenwood Union à Harrison (New York).